# Médaille d'or pour l'architecture italienne
 (septembre 2024).
La Medaglia d'oro della Triennale di Milano, ou en Français Médaille d'or pour l'architecture italienne, est une distinction attribuée aux architectes qui se sont distingués dans les domaines du design et de l'architecture créé en 1923 dans le cadre de la première Exposition internationale des arts décoratifs organisée par l’institution culturelle Triennale de Milan.

## Histoire

### De 1932 à 1973
À partir de 1932, les prix sont décernés conformément aux normes internationales établies par un Bureau International des Expositions (BIE), par un jury international composé de membres de chaque secteur représentatif. Le concours vise à évaluer « le mérite inventif et à établir les améliorations apportées à la qualité des produits et des procédés de fabrication ».
Chaque année, les prix suivants sont attribués: Grand prix et médailles d’or, d’argent et de bronze.
Parmi les figures les plus représentatives des lauréats figurent les architectes Gualtiero Galmanini, (Médaille d'or pour l'architecture italienne en 1947). Ludovico Belgioioso, Enrico Peressutti, Ernesto Nathan Rogers et Pietro Lingeri remportent le Grand Prix de la catégorie architecture, construction, urbanisme, matériaux et méthodes de construction en 1951, Giuseppe Samonà et de Luigi Piccinato. En 1957, la Médaille d'or pour l'architecture italienne est attribué à Achille, Pier Giacomo Castiglioni, Gillo Dorfles, Marco Zanuso, Bruno Munari et Roberto Sambonet. En 1972, l’attribution des prix a eu lieu sur décision de l’unique jury international.
La cérémonie annuelle de remise des prix est interrompue de 1973 à 2003.

### Depuis 2003
La célébration de l'événement a repris en 2003 et a lieu tous les trois ans, grâce à la collaboration du Ministère pour les Biens et Activités culturels (MiBACT). C'est à l’occasion de la XXe exposition internationale « La memoria e il futuro », que la Triennale de Milan a décidé à nouveau d'attribuer la Médaille d'or à l'architecture italienne.
La Médaille d’or pour l’architecture italienne vise à promouvoir l’architecture contemporaine considérant l’architecture un moyen de dialogue entre le concepteur, le client et le cabinet. Cette attribution permet de passer en revue l'état de la production architecturale dans le pays, les tendances et les nouveaux acteurs.
Le prix est divisé en différentes catégories :
- Médaille d'or au travail
- Prix spécial pour le premier travail
- Prix spécial au client
- Prix spécial pour la recherche.

Il y a également six mentions honorables liées à autant de sections du bâtiment.

## Jury, lauréats et projets récompensés depuis 2003

### 2003
- Jury : Giancarlo De Carlo (Président), Pio Baldi, Gillo Dorfles, Kurt Forster, Henk Hartzema, Vittorio Magnago Lampugnani, Luca Molinari (coordination), Alexander Tzonis.
- Vainqueur : Umberto Riva avec PierPaolo Ricatti, Magazzino Fincantieri, Castellammare di Stabia, Naples.

### 2006
- Jury : Pio Baldi, David Chipperfield, Jean-Louis Cohen, Fulvio Irace, Arata Isozaki (président).
- Vainqueur : Renzo Piano Building Workshop (RPBW), Hight Museum of Art, Village of the Arts, Woodroof Arts Center Atlanta, États-Unis

### 2009
- Jury : Barry Bergdoll, Mario Botta, Luis Fernández Galiano, Fulvio Irace, Francesco Prosperetti,
- Vainqueur : Massimiliano & Doriana Fuksas, Salle de musique Zénith, Strasbourg.

### 2012
- Jury : Ennio Brion, Triennale di Milano (président du jury), Luca Molinari; Cecilia Bolognesi, Ole Bouman, directrice du NAI de Rotterdam, Massimiliano Fuksas, architecte, Vainqueur de la IIIe édition de la médaille d'or; Alberto Ferlenga, Fulvio Irace.
- Vainqueur : Vincenzo Latina, pavillon d’accès aux fouilles archéologiques, Syracuse.
- Le jury a également décidé d'attribuer trois médailles d'or à la carrière à Gae Aulenti, Maria Giuseppina Grasso Cannizzo, Vittorio Gregotti.

### 2015
- Jury : Claudio De Albertis, Triennale di Milano (président du jury); Alessandra Fassio, MiBACT; Alberto Ferlenga, Triennale de Milan, conservateur en architecture; Vincenzo Latina, architecte, Vainqueur de la quatrième édition de la médaille d'or, Christophe Pourtois, directeur du CIVA Centre international d'architecture, d'architecture et de paysage de Bruxelles.
- Vainqueur : Massimo Carmassi avec des fournisseurs de services Internet et IUAV, études et projets, restauration de la boulangerie de la caserne Santa Marta à l'université, Vérone, Italie 2014
- Médaille d'or carrière a Francesco Venezia, Franco Purini, Luigi Caccia Dominioni, Mario Bellini.